# Obergailbach
Obergailbach è un comune francese di 318 abitanti situato nel dipartimento della Mosella nella regione del Grand Est.

## Note

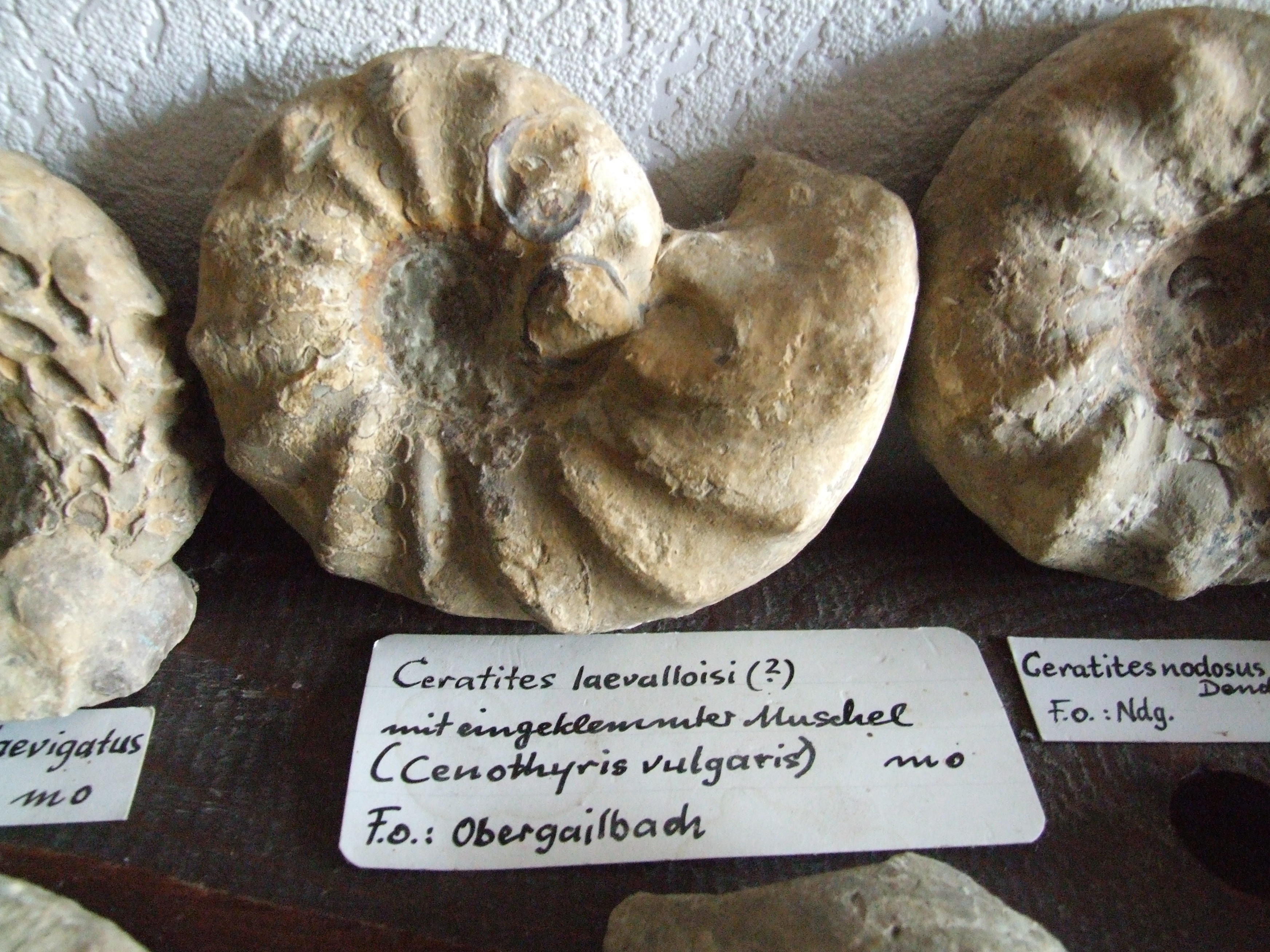
Fossile trovato nel calcare di Obergailbach

## Società

### Evoluzione demografica
Abitanti censiti
- Photo Saint-Maurice, Obergailbach, su panoramio.com. URL consultato il 3 maggio 2019 (archiviato dall'url originale l'11 ottobre 2016).
- Info sur Saint-Maurice, su pays-de-bitche.wifeo.com. URL consultato il 25 aprile 2009 (archiviato dall'url originale il 13 marzo 2009).